# تيموثاوس الثاني (بابا الإسكندرية)
البابا  تيموثاوس الثاني  بابا الإسكندرية وبطريرك الكنيسة القبطية رقم 26 (457 -479) بعد وفاة البابا ديوسقورس الأول انتخب في 16 مارس 457م في الإسكندرية البابا تيموثاوس الثاني (الشهير بأوريلُّوس) خليفة وتمكن في عهد الإمبراطور «باسيليسكوس» من عقد مجمع عام آخر في أفسس سنة 475م (يلقبه البعض مجمع أفسس الثالث) حضره 500 أسقف. هذا المجمع حرم تعاليم أوطيخا وتعاليم نسطور ورفض مجمع خلقيدونية. وقد وقّع على قرار هذا المجمع 700 أسقف شرقي.
احب البابا تيموثاوس الثاني الحياة الهادئة فالتحق بدير بالقلمون حيث مارس الحياة التعبدية الهادئة في نسكٍ شديد مع دراسة للكتاب المقدس وكتابات الآباء. سامه البابا كيرلس الكبير قسًا على كنيسة الإسكندرية، فداوم على الخدمة وتعليم الشعب في عهدي الباباكيرلس الأول والبابا ديوسقورس
أدان البابا تيموثاوس الثاني هرطقة أوطاخي وطومس لاون وأعلن رفضه لبدعتهم تمامًا. وأوضح بكل قوة أن كنيسة الإسكندرية بريئة من الفكر الأوطيخي
أعاد البابا رفات سلفه القديس ديسقورس إلى مدينته بالإسكندرية، وتفرغ لرد كل نفس تائهة وتثبيت الإيمان والاهتمام بكل احتياجات شعبه حتى رقد بعد أن قضى على الكرسي 22 سنة و 11 شهرًا. وكانت وفاة البابا تيموثاوس الثاني في 12 أمشير